# Thái Tự
Thái Tự (太姒, năm sinh năm mất chưa rõ), họ Tự, thuỵ Thái (太), không rõ tên huý, được phong làm Chính phi của Chu Văn Vương khi Tây Bá Hầu còn làm Tây Kì chư hầu vào thời nhà Thương, mẹ của Chu Vũ Vương, người sáng lập nhà Chu. Bà sinh ra vào thời vua Hạ Vũ nhà Hạ tại Hữu Sân Thị (nay là thôn Sân Lý, hương Đông Vương, huyện Hợp Dương, Vị Nam, Thiểm Tây).

## Tiểu sử
Tây Bá Cơ Xương gặp gỡ Thái Tự tại Cáp Dương (郃陽), bên bờ sông Vị Thủy. Khi vừa gặp Thái Tự, Tây Bá Xương đã cảm mến vì nhan sắc của bà. Lại nghe nói đến tiếng hiền cần kiệm, sinh hoạt chi tiêu giản dị và đức độ, Tây Bá Xương quyết định cưới Thái Tự về làm vợ. Do Vị Thủy không có cầu, Tây Bá Xương dùng các thuyền nhỏ nối liên tiếp nhau, tạo nên một chiếc cầu nổi rồi thân qua bên bờ cầu hôn Thái Tự.
Trong Kinh Thi, thiên Quốc phong - Chu nam - Quan sư, có thuyết cho rằng bài thơ này là mô tả chuyện tình giữa Tây Bá Xương và Thái Tự: "Quan quan sư cưu, tại hà chi châu. Yểu điệu thục nữ, quân tử hảo cầu".
Thái Tự về nhà chồng, ngưỡng mộ bậc tiền bối của họ Cơ là Thái Khương (太姜; vợ của Chu Thái vương), Thái Nhậm (太任; vợ của Chu vương Quý), ra sức chăm lo việc nhà, giúp Tây Bá Xương nhiều việc trọng đại. Về sau khi Vũ vương phạt Trụ, lên ngôi Thiên tử lập ra nhà Chu, Tây Bá Xương trở thành Văn Vương (文王), Thái Tự được tôn làm Văn Mẫu (文母).
Thái Tự cùng với Chu Văn vương Xương có 10 người con trai, theo thứ tự là: Bá Ấp Khảo (伯邑考), Chu Vũ vương Cơ Phát, Quản Thúc Tiên, Chu Công Đán, Sái Thúc Độ, Thúc Chấn Đạc, Thành Thúc Vũ, Hoắc Thúc Xử (霍叔處), Khang Thúc Phong, Đam Thúc Tái. Trong 10 anh em thì Cơ Phát và Cơ Đán là 2 người giỏi nhất, thường giúp Cơ Xương xử lý công việc.
Sách Đại Nhã, thiên Văn vương chi thập - Tư tề, có nói về Thái Tự: "Tư tề đại nhậm, vũ vương chi mẫu, tư mị Chu Khương, kinh thất chi phụ. Đại tự tự huy âm, tắc bách tư nam" (思齊大任，武王之母，思媚周姜，京室之婦。大姒嗣徽音，則百斯男).
Thái Khương, Thái Nhậm và Thái Tự được hợp xưng làm Tam Thái (三太), hậu thế về sau dùng cụm từ Thái thái (太太) để gọi những phụ nữ cao tuổi có đức hạnh.
Năm 690, Võ Tắc Thiên đăng cơ xưng làm Hoàng đế, cải thụy cho Văn Mẫu thành Văn Định hoàng hậu (文定皇后), lăng gọi là Đức lăng (德陵).